# Paul Van Himst
Paul Van Himst, född den 2 oktober 1943 i Sint-Pieters-Leeuw, är en belgisk före detta fotbollsspelare samt -tränare.

## Karriär
Van Himst vann Jupiler League med Anderlecht åtta gånger. Under sina 16 säsonger i klubben gjorde Van Himst 233 mål på 457 matcher.
Mellan 1960 och 1974 gjorde Van Himst 81 landskamper och 30 mål för Belgien. Det gjorde att han blev Belgiens bästa målgörare i landslaget tillsammans med Bernard Voorhoof. Landslagsdebuten gjorde han den 19 oktober 1960 mot Sverige. Han har deltagit i VM 1970 samt EM 1972, där Belgien vann brons. Han har även vunnit Belgiska Guldskon fyra gånger.
Efter spelarkarriären har han varit tränare i Anderlecht under tre säsonger och för det belgiska landslaget under fem års tid.
I november 2003 utsåg Uefa Van Himst till Belgiens bästa fotbollsspelare under 1900-talet genom Uefa Jubilee Awards.